# Vlag van Wanroij

Vlag van de gemeente Wanroij
(1966-1994)

De vlag van Wanroij werd op 9 december 1965 bij raadsbesluit vastgesteld als de gemeentelijke vlag van de Noord-Brabantse gemeente Wanroij. De vlag is in het besluit als volgt beschreven:
Gegeerd vanuit de broektop in vier stukken geel en groen en in de broektop een bruin kwart cirkelsegment met een straal van 1/2 van de hoogte van de vlag.
Het ontwerp van de vlag was van dhr. Douma, chartermeester van het streekarchivaat Land van Cuijk en na overleg met de Hoge Raad van Adel. De donkerbruine zon stelt het voormalige Peellandschap rond Wanroij voor, dat is vervangen door weiland (groen) en akkerland met graan (geel).
Op 1 januari 1994 is Wanroij opgegaan in de gemeente Sint Anthonis, waarmee de vlag als gemeentevlag kwam te vervallen. Sinds 2022 valt Wanroij onder de gemeente Land van Cuijk.

## Verwante afbeelding

Wapen van Wanroij

Aalburg 
· Aarle-Rixtel 
· Alphen en Riel 
· Bakel en Milheeze 
· Beek en Donk 
· Beers 
· Berghem 
· Berkel-Enschot 
· Berlicum 
· Bladel en Netersel 
· Borkel en Schaft 
· Boxmeer 
· Budel 
· Chaam 
· Cuijk 
· Cuijk en Sint Agatha 
· Den Dungen 
· Diessen 
· Dinteloord en Prinsenland 
· Drunen 
· Dussen 
· Engelen 
· Erp 
· Esch 
· Escharen 
· Fijnaart en Heijningen 
· Geffen 
· Geldrop 
· Gemert 
· Giessen 
· Ginneken en Bavel 
· Grave 
· 's Gravenmoer 
· Haaren 
· Halsteren 
· Haps 
· Heesch 
· Heeswijk-Dinther 
· Heeze 
· Helvoirt 
· Hoeven 
· Hooge en Lage Mierde 
· Hooge en Lage Zwaluwe 
· Hoogeloon, Hapert en Casteren 
· Huijbergen 
· Klundert 
· Landerd 
· Leende 
· Liempde 
· Lieshout 
· Lith 
· Luyksgestel 
· Maarheeze 
· Maasdonk 
· Made en Drimmelen 
· Megen, Haren en Macharen 
· Mierlo 
· Mill en Sint Hubert 
· Moergestel 
· Nieuw-Ginneken 
· Nieuw-Vossemeer 
· Nistelrode 
· Nuland 
· Oeffelt 
· Oost-, West- en Middelbeers 
· Oploo, Sint Anthonis en Ledeacker 
· Ossendrecht 
· Oud en Nieuw Gastel 
· Oudenbosch 
· Prinsenbeek 
· Putte 
· Raamsdonk 
· Ravenstein 
· Reusel 
· Riethoven 
· Rijsbergen 
· Rijswijk 
· Roosendaal en Nispen 
· Rosmalen 
· Schaijk 
· Schijndel 
· Sint Anthonis 
· Sint-Oedenrode 
· Sprang-Capelle 
· Standdaarbuiten 
· Terheijden 
· Teteringen 
· Uden 
· Udenhout 
· Veghel
· Vessem, Wintelre en Knegsel 
· Vierlingsbeek 
· Vlijmen 
· Wanroij 
· Waspik 
· Werkendam 
· Westerhoven 
· Willemstad 
· Woudrichem 
· Wouw 
· Zeeland 
· Zevenbergen